# Massiccio di Marseilleveyre
Il massiccio di Marseilleveyre è una cresta calcarea carsica situata sulla costa meridionale di Marsiglia. Culminando a 432 metri, è un sito di escursionismo e arrampicata molto popolare che offre un panorama eccezionale sul porto di Marsiglia, le isole circostanti e le catene vicine: massiccio di Puget, massiccio del Saint-Cyr, massiccio del Garlaban, massiccio dell'Etoile, massiccio della Sainte-Baume, e altri ancora. Dà accesso ai calanchi di Marsiglia.

## Toponomastica
Il verbo Veire, che significa "vedere" si trova nel nome della seconda sommità del massiccio, leggermente ad ovest della prima che si chiama Béouveyre, letteralmente beau-voir, o semplicemente belvedere. La stessa etimologia potrebbe anche essere all'origine del nome della grotta dell'Occhio di Vetro situata poco distante in direzione di Cassis.
Secondo Thierry Garcia e Frédéric Mistral, il nome Marseilleveyre deriva dal nome provenzale Marsilho-Veire. La parola Veire deriva dal latino Vetus che significa "antico". Quindi Marseille-le-Vieux in opposizione a Marseille-la-Moderne.

## Geografia

### Situazione
Il massiccio di Marseilleveyre in senso stretto si estende da ovest a est per dieci chilometri dalla punta di Goudes, il Cap Croisette, al calanco de Sugiton, dove è a contatto con il monte Puget, che lo estende a est fino al bacino di Cassis.
Questi due massicci, con caratteristiche morfologiche simili (calcare, rilievo marcato, mare ostile, interno disabitato), costituiscono un insieme omogeneo, anche a livello turistico (escursionismo, cabotaggio nelle insenature). Sono spesso associati con il nome comune di Massiccio dei Calanchi. Le loro coste confinanti riparano tutti i calanchi di Marsiglia. Alcuni li associano anche al massiccio di Saint-Cyr, situato a nord di Puget. Tuttavia, questo terzo massiccio, sebbene geologicamente simile ai primi due e geograficamente vicino, non è delimitato dal mare, e quindi ha una personalità distinta, che richiede di essere considerato separatamente.
Una serie di isole confina con Marseilleveyre a sud-ovest: l'isola Maïre che tocca quasi la punta di Goudes (al Cap della Croisette a meno di 100 metri) fino all'isola di Riou un po' più a sud (3 chilometri dalla costa), passando per le isole di Jarre e Calseraigne, tutte queste isole, della stessa natura geologica, erano collegate alla terraferma circa 20 000 anni addietro, durante la regressione marina causata dall'ultima era glaciale, quando gli uomini decorarono la famosa Grotta Cosquer.

### Topografia
Questi massicci, e le isole associate, costituiscono un insieme roccioso di natura calcarea con rilievi molto marcati. Nessun ruscello li attraversa, ma portano il segno di un'antica erosione, di cui i calanchi sono la traccia più nota; ma anche le valli che tagliano il massiccio sono particolarmente marcate, come il Malvallon, sopra il calanco de Marseilleveyre. Ci sono anche grotte (Saint-Michel d'Eau Douce sopra Callelongue, Grotte Rolland sopra Montredon), doline o voragini (la Gardiole), rocce forate (gli archi di Trois nel Malvallon, lo Half-Moon, ed altri ). Sul cosiddetto altopiano dell'uomo morto (probabile deformazione di un olmo morto) è presente una superficie carsica dove è difficile camminare. A sud-ovest del massiccio, la roccia di Goudes è una stretta "lama" con pareti verticali, collegate alla roccia di Saint-Michel da un "pizzo" che è difficile da attraversare.

### Picchi principali
Marseilleveyre:

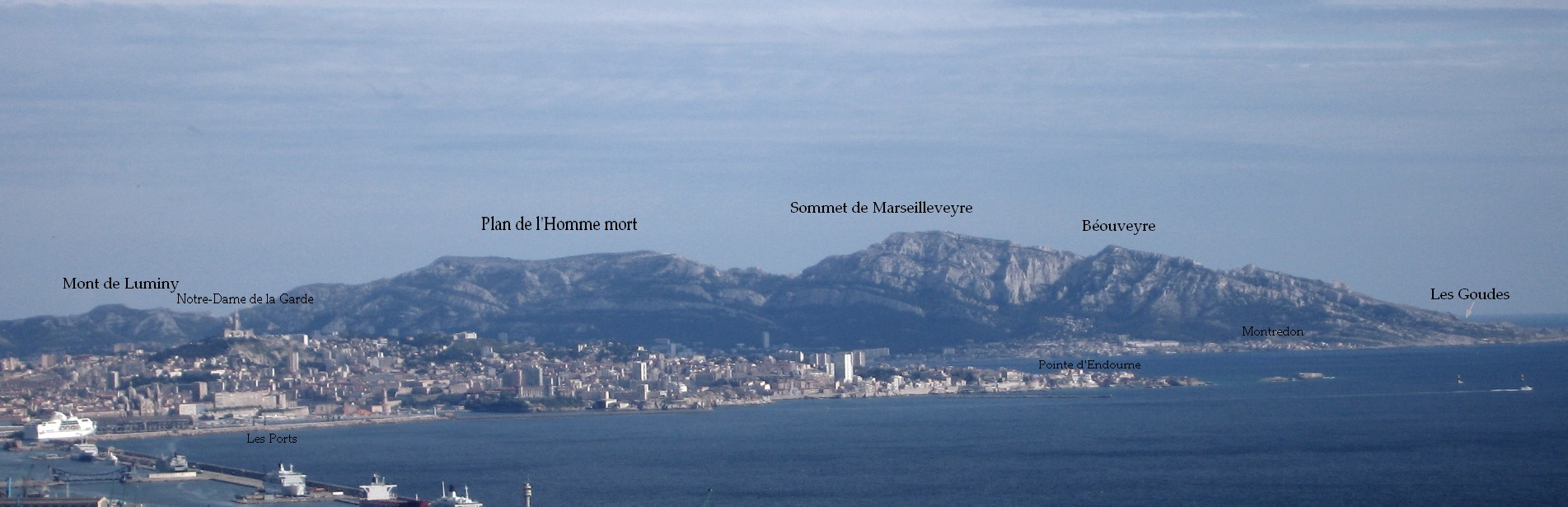
Il massiccio di Marseilleveyre visto da nord

- Rocher Saint-Michel (altitudine 322 metri)
- Béouveyre (366 m.)
- Vetta Marseilleveyre (432 m.)
- Capo del Mounine (385 m.)
- Tête de la Mélette (362 m.)
- Testa dell'uomo morto (396 m.)

Isole:
- Maïre (133 m.)
- Riou (192 m.)

### Clima
Il clima della zona è mediterraneo, con forte aridità. La maggior parte dell'umidità proviene dall'evaporazione marina e dalle piogge autunnali ed invernali, molto abbondanti ma intervallate da lunghi periodi di siccità, delle quali beneficia, solo in parte, la vegetazione.
La piovosità media è di circa 600 mm all'anno a Cap Croisette, punto di ingresso ai Calanchi a sud di Marsiglia. Con 360 mm di media, è la zona più secca della Francia. La violenza di alcune precipitazioni è estrema: Météo-France ha registrato, il 1º dicembre 2003, 218 e 235 mm di pioggia, rispettivamente a Marsiglia e a Cassis, a seguito di una bomba d'acqua della durata di due ore; da confrontare con i 100 mm registrati da Météo France durante la tempesta del 17 maggio 1971 sulla Dordogna, ritenuta di notevole entità.
Temperature elevate con fortissime variazioni di vento, maestrale e di nord-ovest, rappresentano un 43 % delle giornate ventose e questo ha grosse implicazioni sull'evaporazione, in particolare a livello della costa.
Nell'area marina questi venti inducono correnti molto forti e risalite di acque profonde e quando soffia il maestrale, a seconda della risalita delle acque profonde, si possono avere variazioni di temperatura che possono scendere in poche ore di −25 °C fino a 13−15 °C, temperatura delle acque profonde del Mediterraneo. Ma sono anche queste risalite di acque profonde che arricchiscono la zona di minerali e consentono una notevole biodiversità che può svilupparsi abbastanza bene.

### Flora
Il massiccio dei Calanchi costituisce un ecosistema particolare. Il suolo è quasi inesistente, le rupi calcaree estese dai ghiaioni sono attraversate da moltissime faglie e fessure in cui sono ancorate le radici delle piante.
La siccità associata alla nebbia salina condiziona la sussistenza di una vegetazione adeguata: brughiera di erica multiflora, spinosi cuscini di astragalo marsigliese, lauro, quercia kermes, salsapariglia, pino d'Aleppo e ginepro accompagnano specie endemiche come la felce millepiedi o l'erba Gouffé, quasi uno dei simboli dei Calanchi.
In totale, possiamo considerare che 83 specie sono protette a livello nazionale o regionale o incluse nell'elenco delle specie minacciate.
L'inventario degli habitat, realizzato nell'ambito degli studi Natura 2000, individua ventisei habitat naturali ai quali vanno aggiunti quaranta habitat misti. Ci sono quattro aree principali: habitat rocciosi con scogliere e ghiaioni, habitat forestali con pinete culminanti, habitat aperti come prati e macchia mediterranea e habitat costieri. C'è un quinto insieme di habitat di cui non si vedono le immagini, strettamente legato alle fonti d'acqua dolce. La loro superficie è molto limitata, si tratta di habitat umidi, che sono rari e devono quindi essere protetti molto bene.

### Fauna

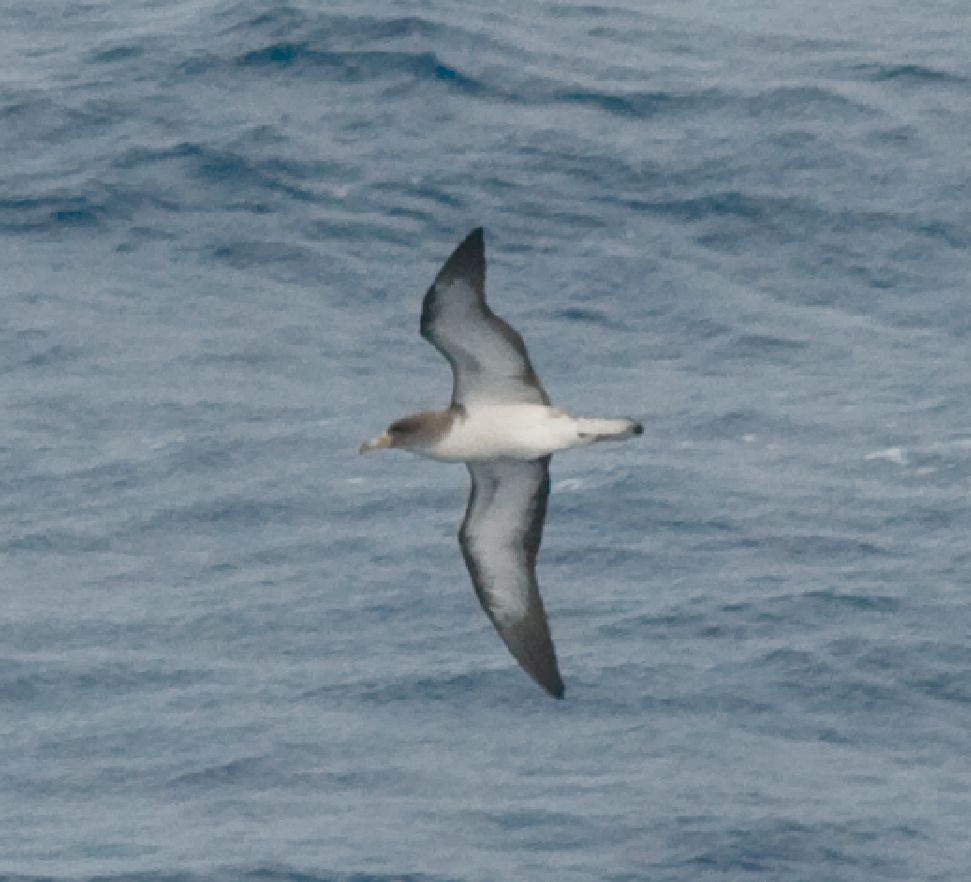
Una berta cinerea.

La fauna dei Calanchi si è adattata, il più delle volte e in particolare per gli insetti, o per specie relitte come l'aquila del Bonelli. Notevoli gli uccelli nidificanti e il massiccio ospita un'altissima percentuale di uccelli marini. Più del 30% della popolazione di berte grigie e oceaniti tempestose di Francia si trova in questo massiccio, così come il 10% di berta del Mediterraneo.
Tra gli invertebrati, che si adattano molto bene all'ambiente, sono i coleotteri come il grande capricorno che hanno elitre che li proteggono dalla siccità, o lepidotteri (farfalle e soprattutto micro farfalle).

## Occupazione umana

### Agro-pastorizia
Fino all'inizio del XX secolo, tutti i massicci circostanti Marsiglia erano boscosi o perlomeno cespugliosi, e ospitavano un importante allevamento di ovini. Troviamo qua e là alcuni resti di vecchie capanne di pastori, a volte importanti (il "jasse" del passo Luminy). Ma i greggi, soprattutto di capre, danneggiavano le colture, e i contadini non esitavano a bruciare la vegetazione, sia per ricavare erba fresca, sia per fare, dalla roccia calcarea, una calce molto richiesta in città. La maggior parte delle foreste è così scomparsa e la vegetazione sostitutiva non ha alcun valore agricolo o per la pastorizia. Il rimboschimento è attivamente perseguito, ma gli incendi, oggi maggiormente dovuti all'incuria degli escursionisti, stanno ancora provocando la distruzione della vegetazione. L'unica area veramente boscosa attualmente è Luminy Park, mentre l'isola di Riou, a lungo chiamata l'isola delle capre, è ora abitata solo da topi e gabbiani.

### Estrazione di roccia

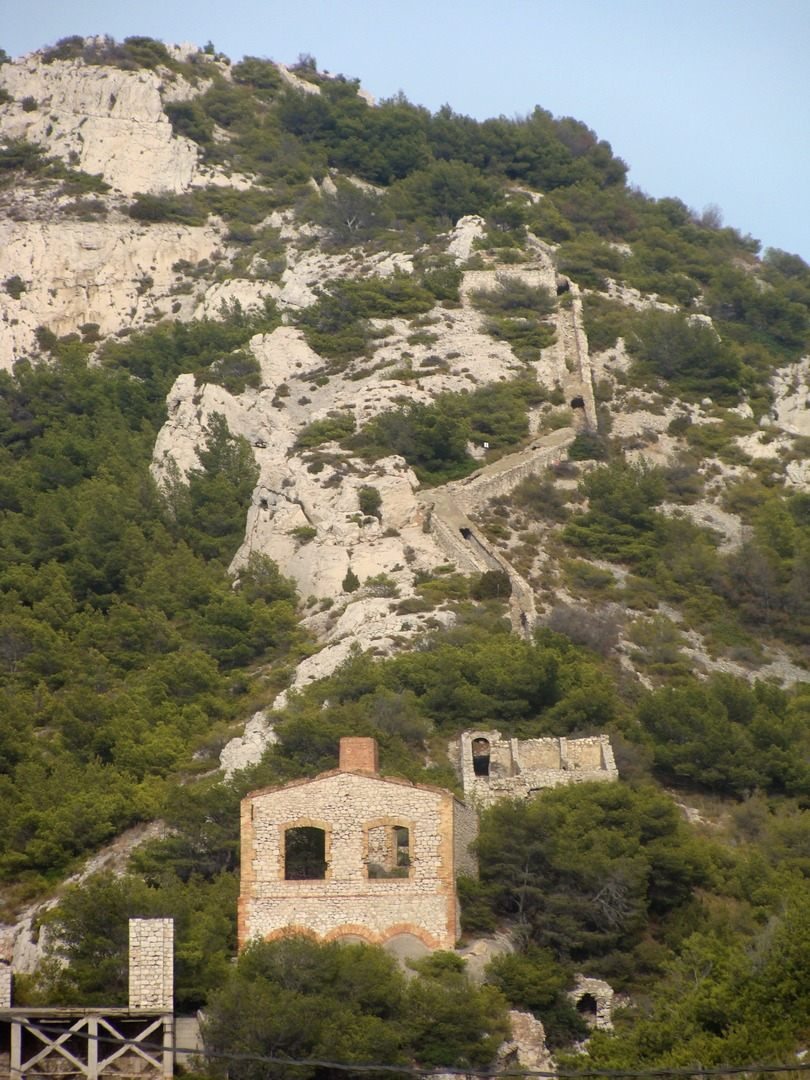
Il "camino strisciante" della vecchia fabbrica di Escalette, sulla route des Goudes

La roccia calcarea è stata ovviamente sfruttata. Il calanco de Port-Miou, a Cassis, è stato gestito dalla compagnia Solvay, che ha trasformato la sua sponda settentrionale in una spianata delimitata da una scogliera. La vicina penisola di Cacaou è un'ex cava, che lascia intravedere lo sfruttamento che è stato effettuato. Si possono ancora vedere, piuttosto ben conservate, le installazioni mediante le quali i blocchi venivano calati sulle barche che li avrebbero portati a Marsiglia. Importanti cave sono ancora in funzione alle due estremità del Mont Saint-Cyr (la Cabot a Marsiglia, e vicino all'autostrada tra Aubagne e La Bédoule). A Marseilleveyre troviamo in molti luoghi tracce di fornaci di calce risalenti al non molto lontano periodo in cui il massiccio era ricoperto di vegetazione; molti di queste fornaci sono state segnalate nel parco di Luminy.
D'altra parte, il massiccio ha rivelato alcune risorse minerarie, il cui sfruttamento, ormai abbandonato, ha lasciato tracce in molti luoghi (intorno alla Madrague de Montredon, al calanco de Podestat, e in altre zone). Una curiosità merita attenzione: tra Grotte-Rolland e Les Goudes, esistono diverse ciminiere di vecchie fabbriche installate sul bordo della collina, poste a terra sul pendio fino a un punto abbastanza alto da far fuoriuscire il fumo lontano dalle case. Una di queste, ancora visibile sopra il Montredon, faceva passare il fumo attraverso una costruzione a forma di labirinto, assicurando così la depurazione del fumo prima di essere smaltito nell'aria.

### Torre di avvistamento
La prima menzione di un punto di guardia sul massiccio risale al 1302: il Farossium in loco di Masselhaveyra. È il belvedere che si affaccia sull'isola di Riou, e che si trova in cima a 432 metri di altitudine. È stato utilizzato fino al 1814. C'erano due vedette che comunicavano con la Turris di Gardia e il farot di Riou. La Vigie de Marseilleveyre è spesso avvolta dalla foschia o dalle nuvole provenienti da est. Nel 1864 fu sostituita dal faro Callelongue e trasformata in rifugio del Club alpino francese.

## Turismo
Nessun itinerario turistico è presente, visto che gli amanti di questo piccolo paradiso si preoccupano di tutelarne il carattere selvaggio. Solo due piccole strade, ad accesso limitato, lo attraversano da nord a sud per servire le insenature abitate di Morgiou (dalle baumettes) e Sormiou (dal cayolle). Inoltre, il massiccio è delimitato a ovest da una strada che termina a Callelongue, e il mare oltre questo punto è accessibile solo a piedi, mentre a nord dalla strada Marsiglia-Cassis, che attraversa il Col de la Gineste (altitudine 328 metri), tra Puget e Saint-Cyr.
D'altra parte, il massiccio è ampiamente aperto agli escursionisti da diversi punti alla periferia della città, tutti raggiungibili con l'autobus urbano. Questa vicinanza ai trasporti pubblici facilita, in particolare, le escursioni attraverso il massiccio, evitando gravosi viaggi di andata e ritorno in auto.
Molti percorsi a piedi sono stati contrassegnati dagli escursionisti di Marsiglia. Il loro colore indica la loro natura: nero = mare, blu = linea di creste, rosso o verde = incrocio nord-sud, marrone o giallo = diagonali. Il sentiero a lunga percorrenza GR 98-GR 51 attraversa il massiccio da Callelongue a Cassis. Alcuni di questi sentieri sono facilmente accessibili, soprattutto intorno a Luminy, ma alcuni (compreso il GR) sono riservati ad escursionisti esperti, per via del loro tracciato a volte verticale in una roccia calcarea levigata dai passanti. Alcuni passaggi particolarmente delicati sono stati disattrezzati dall'ONF nella primavera del 2008 e rimangono chiusi all'accesso. I rari punti d'acqua che esistevano ancora dieci anni fa, tra cui il pittoresco rafrejo cuou, sopra le pietre cadute, sono completamente scomparsi e solo tre calanchi (Morgiou, Sormiou, Marseilleveyre) sono abitati.
L'accesso al massiccio è vietato, con alcune eccezioni, durante i periodi di rischio di incendio, in particolare a luglio e agosto, o anche a settembre. Un decreto prefettizio definisce ogni anno le date e i luoghi autorizzati e un numero telefonico fornisce quotidianamente informazioni sullo stato dei divieti.

### Curiosità
- Dalla cima di Marseilleveyre si possono, in determinate condizioni eccezionali, vedere le vette più alte dei Pirenei e più in particolare la cima del Canigou, situata a quasi 250 chilometri di distanza. Grazie al fenomeno della rifrazione, una parte più o meno importante della catena montuosa franco-spagnola può apparire sopra il mare in direzione ovest-sud-ovest.
- Si dice a Marsiglia che Mont Puget avrebbe portato questo nome perché il suo profilo, visto dalla città, ricorda quello dello scultore marsigliesePierre Puget.
- Sulla penisola di Cacaou, ai margini di Cassis, un buco naturale nella roccia, a 20 metri sul livello del mare, respira rumorosamente al ritmo delle onde; è chiamato il foro del ventilatore.

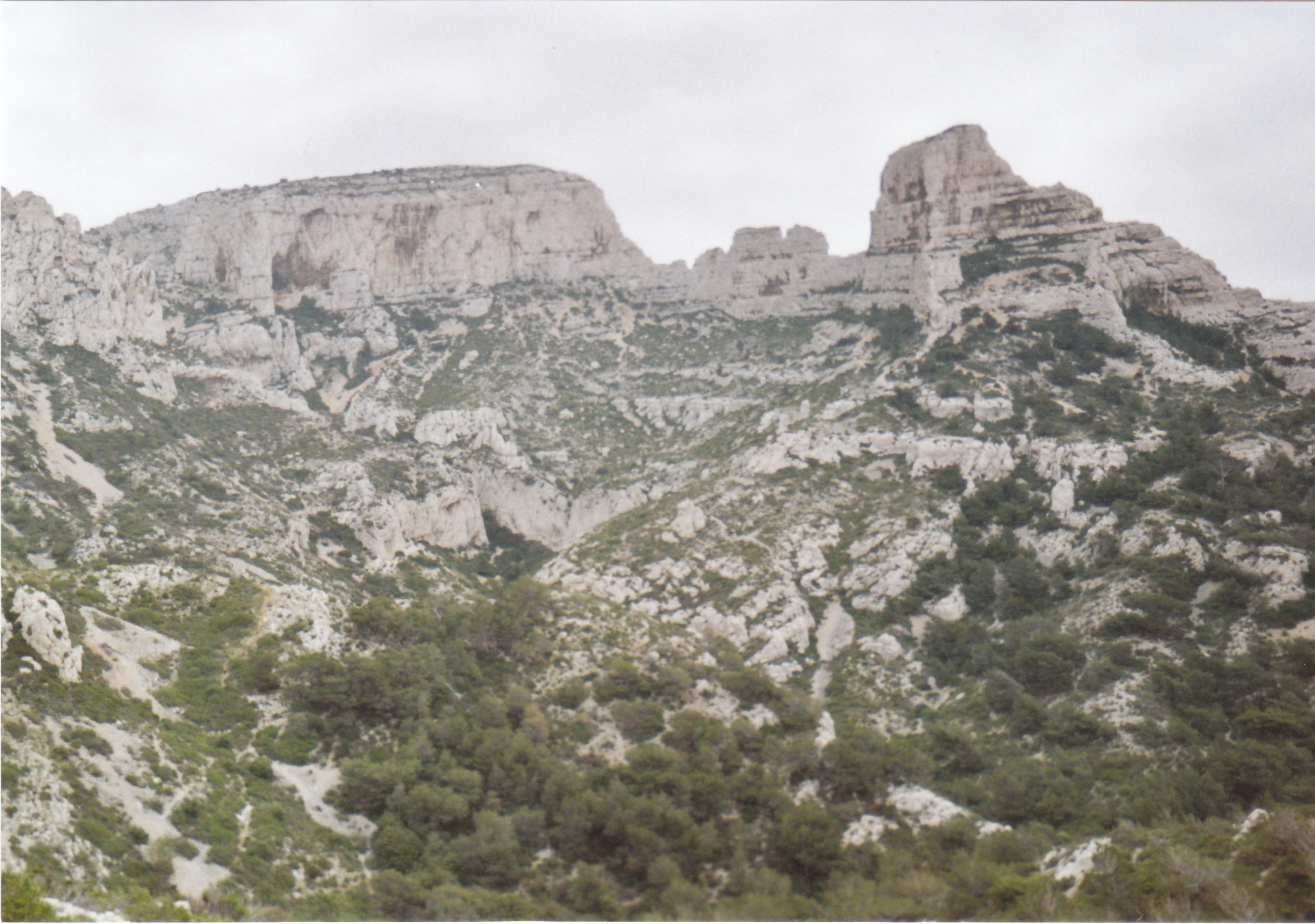
Il Rocher des Goudes a destra, Saint-Michel a sinistra e i Lames al centro, sopra Callelongue
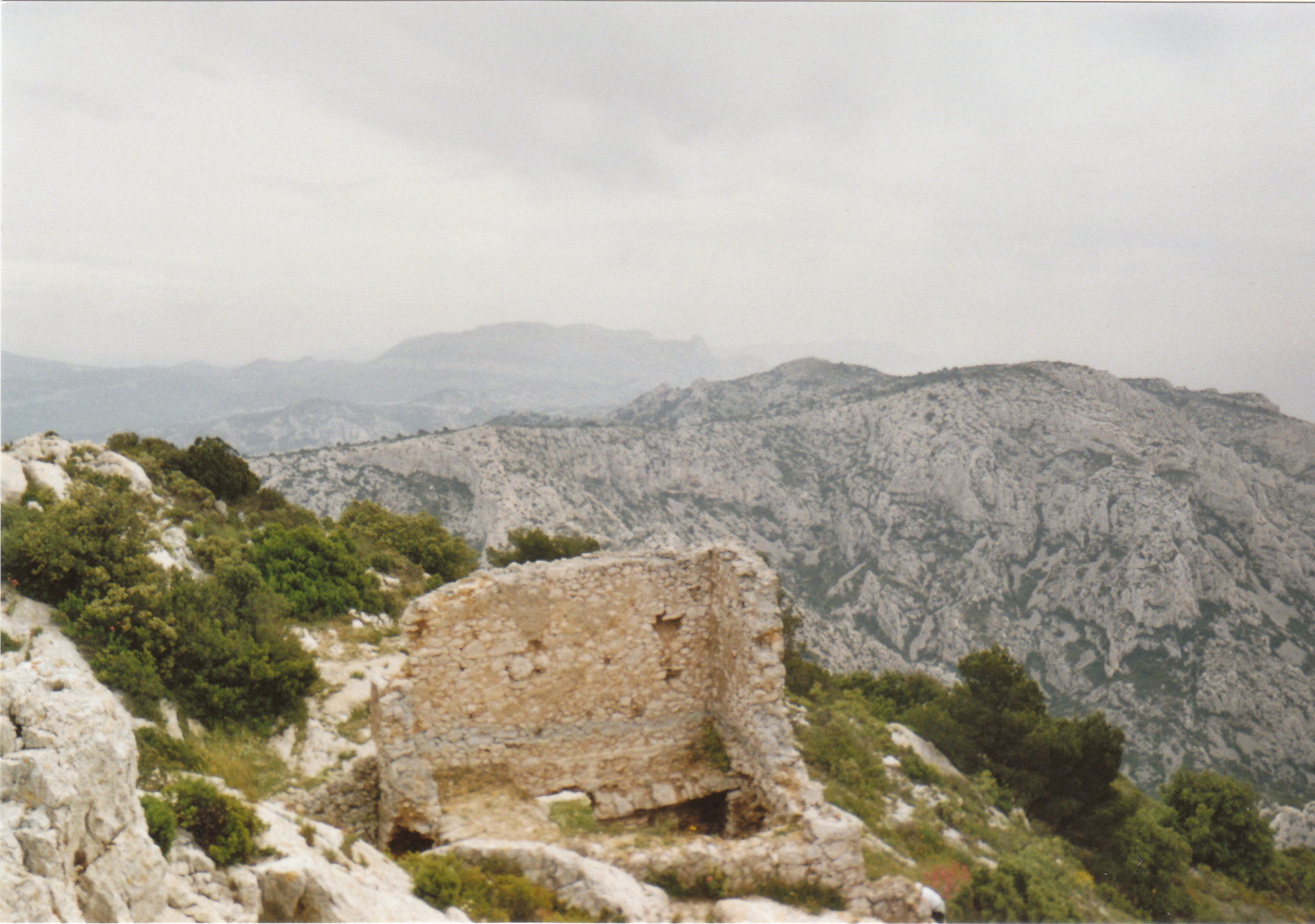
Vista in cima alla Marseilleveyre
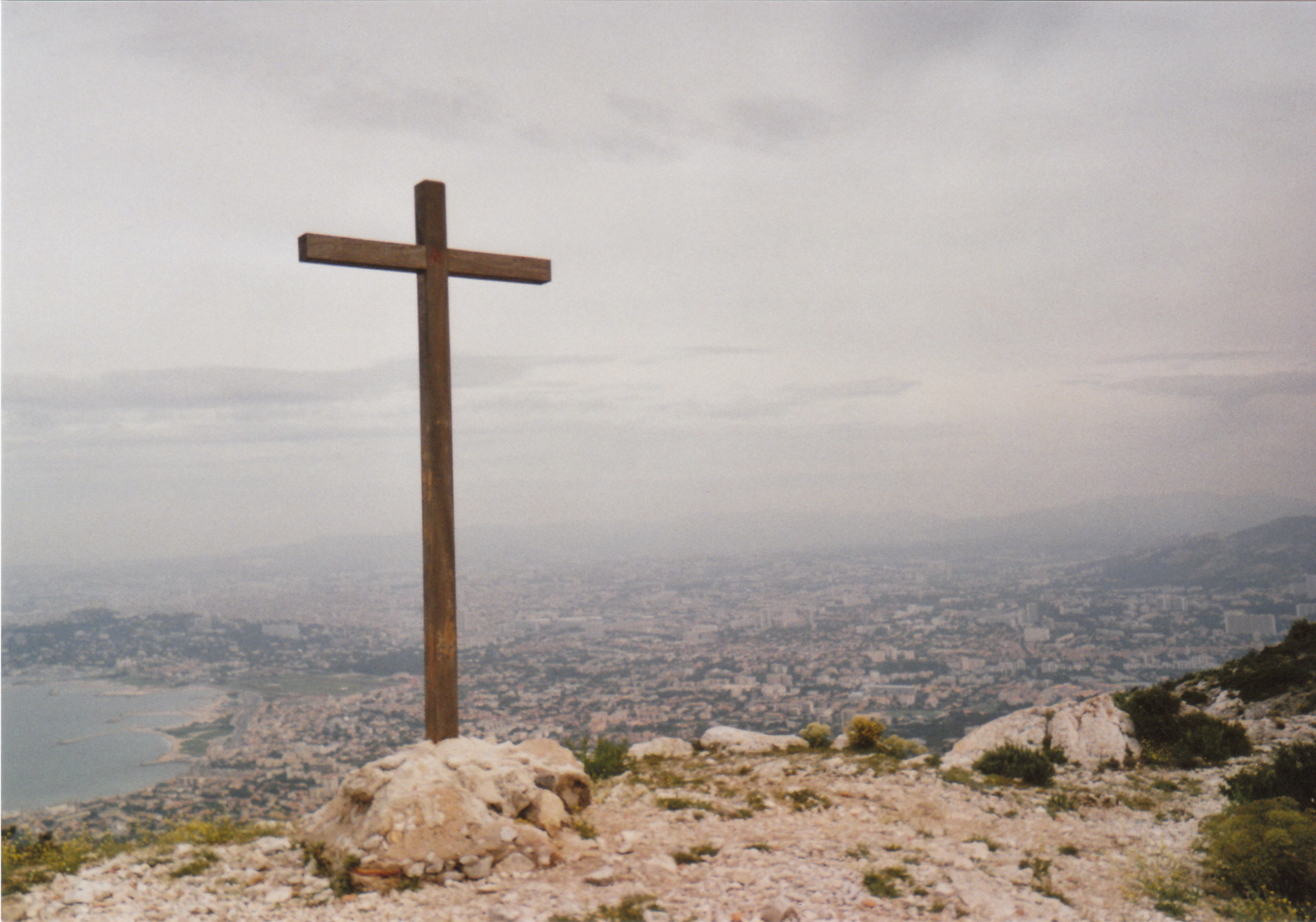
Da Marseilleveyre (432 m) vista su Marsiglia
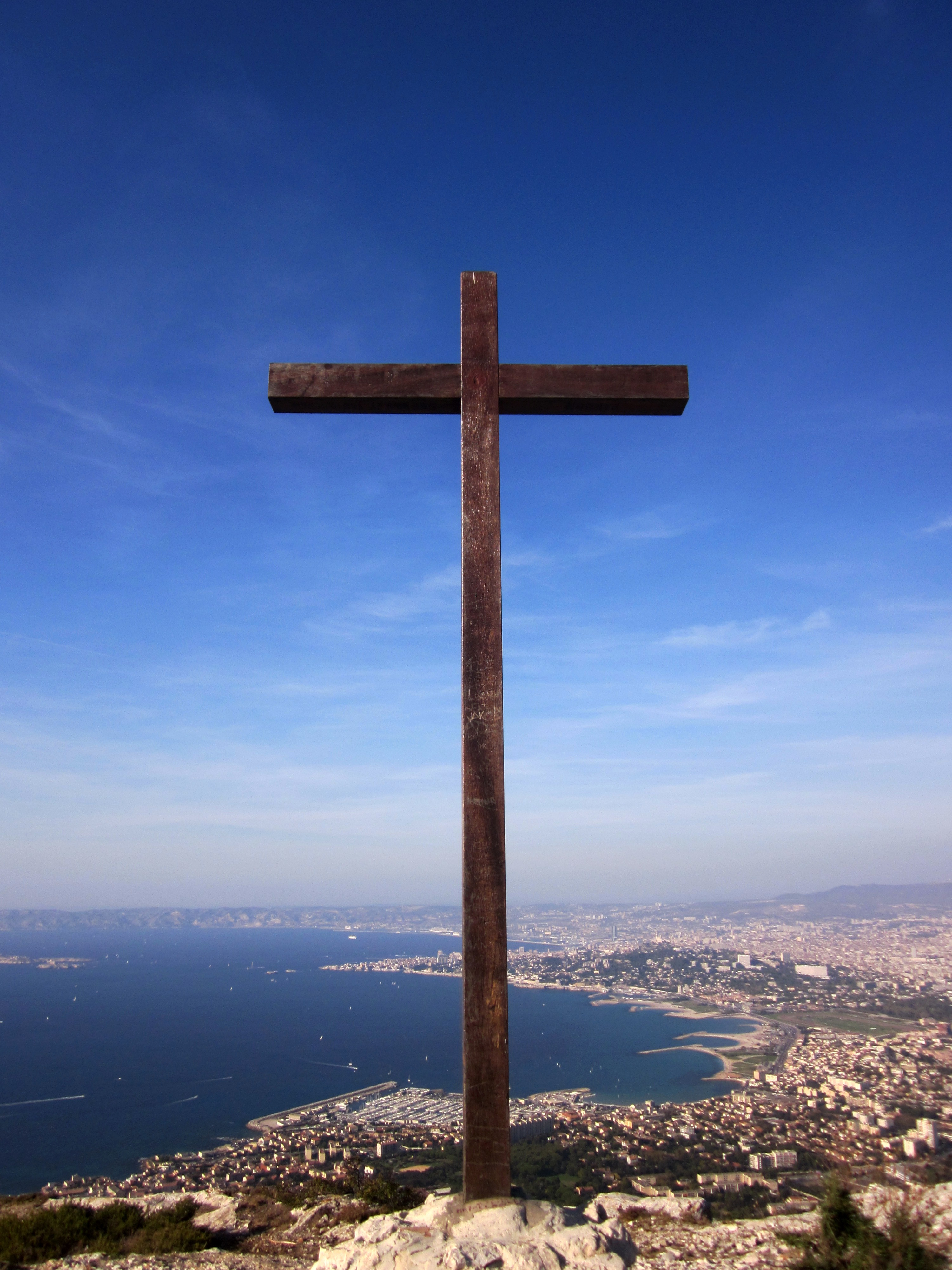
Croce in cima al massiccio di Marseilleveyre
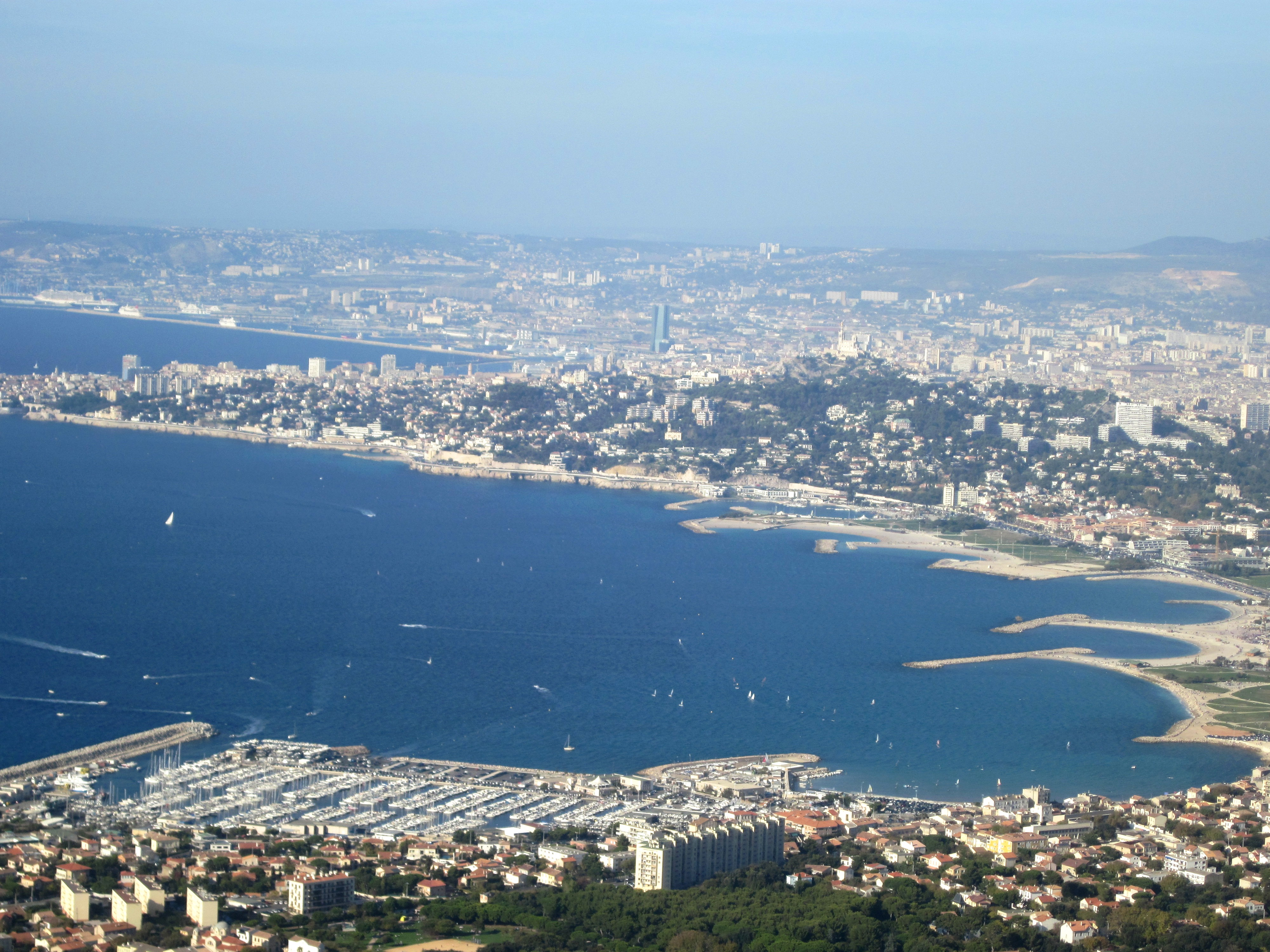
Vista su Marsiglia dal massiccio del Marseilleveyre